# Leucochrysa (Leucochrysa) boliviana
Leucochrysa (Leucochrysa) boliviana is een insect uit de familie van de gaasvliegen (Chrysopidae), die tot de orde netvleugeligen (Neuroptera) behoort. 
Leucochrysa (Leucochrysa) boliviana is voor het eerst wetenschappelijk beschreven door Banks in 1915.